# Syngonanthus ngoweensis
Syngonanthus ngoweensis là một loài thực vật có hoa trong họ Eriocaulaceae. Loài này được Lecomte miêu tả khoa học đầu tiên năm 1909.